# Parvus

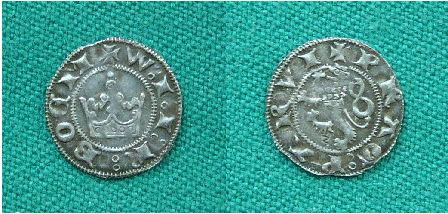
Parvus

Parvus (latinsky malý) je drobná stříbrná mince o průměru 15–16 mm, váhy asi 0,5 g a ryzosti stříbra 544/1000.
Ražen od roku 1300 spolu s pražským grošem na základě mincovní reformy českého krále Václava II. a byl jeho jednou dvanáctinou. Díky existenci parvu se mince mohly dostat i mezi prostý lid. Pražské groše a dříve platné denáry byly pro svoji velkou hodnotu prakticky nedostupné.
Líc mince nesl obraz české koruny, rub pak českého heraldického lva.
Za vlády Jana Lucemburského a Karla IV. nahradil obraz české koruny obraz sv. Václava a za panování krále Václava IV. obraz korunované hlavy krále.
Ražba parvů byla ukončena roku 1384, kdy jako „drobné“ mince byla zavedena ražba penízů a haléřů.